# Dominik Plechatý
Dominik Plechatý (18 aprile 1999) è un calciatore ceco, difensore dello Slovan Liberec.

## Statistiche
Statistiche aggiornate al 27 maggio 2023.

### Presenze e reti nei club
| Stagione            | Squadra             | Campionato          | Campionato | Campionato | Coppe nazionali | Coppe nazionali | Coppe nazionali | Coppe continentali | Coppe continentali | Coppe continentali | Altre coppe | Altre coppe | Altre coppe | Totale | Totale | Totale |
| Stagione            | Squadra             | Comp                | Pres       | Reti       | Comp            | Pres            | Reti            | Comp               | Pres               | Reti               | Comp        | Pres        | Reti        | Pres   | Reti   |        |
| ------------------- | ------------------- | ------------------- | ---------- | ---------- | --------------- | --------------- | --------------- | ------------------ | ------------------ | ------------------ | ----------- | ----------- | ----------- | ------ | ------ | ------ |
| giu.-dic. 2018      | Graffin Vlašim      | 2L                  | 14         | 0          | CRC             | 3               | 0               |                    | -                  | -                  |             | -           | -           | 17     | 0      |        |
| gen.-giu. 2019      | Sparta Praga        | 1L                  | 5          | 0          | CRC             | 0               | 0               |                    | -                  | -                  |             | -           | -           | 5      | 0      |        |
| 2019-2020           | Jablonec            | 1L                  | 28         | 0          | CRC             | 2               | 0               | UEL                | 0                  | 0                  |             | -           | -           | 30     | 0      |        |
| 2020-2021           | Sparta Praga        | 1L                  | 9          | 0          | CRC             | 1               | 0               | UEL                | 5                  | 0                  |             | -           | -           | 15     | 0      |        |
| Totale Sparta Praga | Totale Sparta Praga | Totale Sparta Praga | 14         | 0          |                 | 1               | 0               |                    | 5                  | 0                  |             | -           | -           | 20     | 0      |        |
| lugl.-ago. 2021     | Mladá Boleslav      | 1L                  | 3          | 0          | CRC             | 0               | 0               |                    | -                  | -                  |             | -           | -           | 3      | 0      |        |
| sett. 2021-2022     | Slovan Liberec      | 1L                  | 18         | 0          | CRC             | 0               | 0               |                    | -                  | -                  |             | -           | -           | 18     | 0      |        |
| 2022-2023           | Slovan Liberec      | 1L                  | 32         | 0          | CRC             | 2               | 0               |                    | -                  | -                  |             | -           | -           | 34     | 0      |        |
| Totale carriera     | Totale carriera     | Totale carriera     | 109        | 0          |                 | 8               | 0               |                    | 5                  | 0                  |             | -           | -           | 122    | 0      |        |